# Passion Pit
Passion Pit er centreret omkring frontmand Michael Angelakos og har eksisteret siden 2007. 

## Diskografi
- Manners (2009)
- Gossamer (2012)
- Kindred (2015)
- Tremendous Sea of Love (2017)